# 檜木田正史
檜木田 正史（ひのきだ まさし、1962年8月28日 - ）は、日本の脚本家、ゲームクリエイター、小説家。

## 人物
広島県出身。修道高等学校卒業。早稲田大学第二文学部演劇専修卒業。映画監督・野村芳太郎に師事し、アシスタントを10年近く務める。プロットライター（200本以上のプロットや企画書を執筆）、公募小説の下読みなどを経て、ゲームや映像の脚本、小説執筆、演出などを行うようになった。専門学校デジタルアーツ東京他、いくつかの専門学校のノベルス科、ゲーム科、CG科で講師もしてきた。株式会社ラインスタッフ・プロダクツ代表として、作品ごとにシナリオライターを集めてチームを作る方法で、多くのゲームシナリオのチーム編成・監修も行っている。下記の他に、名前出ししていない作品も多い。

## 脚本

### ゲーム
- 金田一少年の事件簿 悲報島 新たなる惨劇（1996年、講談社、ティー・ワイ・オー）※シナリオ（メイン）
- 金田一少年の事件簿2 地獄遊園殺人事件（1998年、講談社、ティー・ワイ・オー）※シナリオ（メイン）
- 鬼眼城（1999年、講談社、フェザード） ※原案、シナリオ（単独）
- 3年B組金八先生 伝説の教壇に立て!（2004年、チュンソフト） ※シナリオ（共同）
- りえのドキドキ家庭教師（2006年、バンダイ） ※シナリオ（単独）
- 忌火起草（2007年、チュンソフト） ※シナリオ手伝い
- 流行り神2（2007年、日本一ソフトウェア） ※シナリオ（共同）
- ワンピース／アドベンチャー（2007年、バンダイ） ※シナリオ（メイン）
- 探偵パンチ!!（2008年、チュンソフト、ゲームズアリーナ） ※プロット（共同）
- 428 〜封鎖された渋谷で〜（2008年、チュンソフト） ※シナリオ（共同）
- 流行り神3（2009年、日本一ソフトウェア） ※シナリオ（共同）
- そこのけもののけ事件帖（2008年～2010年、ケイブ） ※原案、シナリオ（単独）
- Blood Memory 呵責（2011年、バンダイナムコゲームス、タンバリンプロデューサーズ） ※原案、シナリオ（単独）
- レイトン ミステリージャーニー カトリーエイルと大富豪の陰謀（2017年、レベルファイブ）※シナリオ（共同）

### テレビ
- Xファイル外伝（1997年、テレビ朝日）

### ラジオドラマ
- キッチン（1989年、NHK、原作：吉本ばなな）

### 芝居
- ブラックハウス シリーズ（1998年～2000年、TYPE-T）
- レジェンドオブふなっしー（2016年6月30日 - 7月31日、DMM VR THEATER、出演：ふなっしー）

### オリジナルビデオ
- 学園怪談（1997年、ジャパンホームビデオ）

### WEBドラマ
- 幼なじみ（2008年、魔法のiらんど）

### 映画
- ROUTE58（2003年、ギャガコミュニケーションズ）※プロット

### 講談CD
- 鬼眼城（2013年、ラインスタッフ・プロダクツ、語り：神田京子）

### ドラマCD
- 鬼のずんぼらぶー ～そこのけもののけ事件帖番外編（2015年、ラインスタッフ・プロダクツ、出演：打田マサシ、山田栄子、中上育実、宮崎綸、語り：一龍斎貞友、ジャケットイラスト：藤田和日郎）※作・演出

### マーダーミステリー
- 懺悔輪舞曲（2020年）

## 著作

### 小説
- 恐怖の学校霊2（1996年、ケイブンシャ）
- 怪!サクラ中学七不思議（2004年、チュンソフト、ISBN 4-924978-42-6）
- 鬼眼城（2012年～、ラインスタッフ・プロダクツ）
- そこのけもののけ事件帖シリーズ（2013年～、ラインスタッフ・プロダクツ、榎本事務所）
- まほろばばらぼら（2013年、ラインスタッフ・プロダクツ）
- 伝染霊（2014年、ラインスタッフ・プロダクツ 、榎本事務所）
- 血ザクロ学園 シリーズ（2020年～、ラインスタッフ・プロダクツ）※作、原案、総監督

### ムック
- 恐怖映画大全 怪奇映画史大研究（1996年、辰巳出版）
- 日本特撮・幻想映画全集（1997年、勁文社、ISBN 4-7669-2706-0）

## シナリオ受託

### ゲーム
- はじめて☆戦国王子（2009年、ケイブ）
- はじめて☆三国志王子（2009年、ケイブ）
- キラキラリズムコレクション（2009年、サンタエンタテイメント）
- うしみつモンストルオ リンゼと魔法のリズム（2011年、サンタエンタテイメント）
- おかえりなさいご主人様!!（2012年～2017年、モバイルファクトリー）
- ただいまっ!うちカノジョ（2012年～、モバイルファクトリー）
- ファルキューレの紋章（2012年～、マイネット）
- 大激闘！キズナバトル（2013年、マイネット）
- イナズマイレブン エブリデイ!!（2012年、2018年、レベルファイブ）
- おかわりいかが？ご主人様!!（2013年～2017年、モバイルファクトリー）
- 女子高生のヒミツっ！（2013年～2017年、モバイルファクトリー）
- 恋Q部!（2013年～2017年、モバイルファクトリー・）
- 俺の彼女が２人とも可愛すぎる！（2014年～2017年、モバイルファクトリー）
- 恋愛路線図（2014年～2017年、モバイルファクトリー）
- 恋Q部!～Last Song～（2015年～2017年、モバイルファクトリー）
- おまちしておりました!ご主人様!!（2015年～2017年、モバイルファクトリー）
- 神姫覚醒!!メルティメイデン（2015年～、マイネット）
- 俺の恋人は２人とも可愛すぎる!!（2015年～2017年、モバイルファクトリー）
- ＭＡＰＬＵＳ＋（2015年～、エディア）
- 忍たま乱太郎 ふっとびパズル！の段（2015年～2017年、ブシロード）
- ブレイジング オデッセイ（2016年～2018年、gumi、Fenris）
- 千銃士（2018年～、LINE、マーベラス）
- 三国ＢＡＳＳＡ！！（2018年～、エイチーム）
- ラブライブ! スクールアイドルフェスティバル（2018年～、ブシロード、KLab）
- 凍京NECRO＜トウキョウ・ネクロ＞ SUICIDE MISSION（2019年～、ニトロプラス、DMM GAMES）
- イケメン源氏伝 あやかし恋えにし（2019年～、サイバード）
- イナズマイレブンＳＤ（2020年～、レベルファイブ）

## 助監督、取材
- 映画 キネマの天地（1986年、松竹）※プロデューサー手伝い
- テレビドキュメンタリー タイ・ビルマ43年目の戦跡～ある映画監督のルポルタージュ（1988年、フジテレビ、監督：野村芳太郎）※助監督
- ビデオドキュメンタリー 体験者が語るビルマの戦場 第一集～第三集（1988年～1991年、プロダクション・クラップボード、監督：野村芳太郎）※助監督
- テレビドキュメンタリー 紙芝居だよ人生は（北緯35度の風）（1992年、毎日放送）※取材
- 映画 復活の朝（1992年、松竹、製作総指揮：野村芳太郎、監督：吉田剛）※取材

## 公募受賞
- 俺たちは英霊じゃない（1994年）第19回創作テレビドラマ脚本懸賞公募佳作受賞 ※貞星並樹名義